# つづきはテレビでTV
『つづきはテレビでTV』（つづきはてれびでてぃーびぃー）は、読売テレビ（ytv）で、2020年6月27日～2021年3月13日まで関西ローカルで月1土日の昼帯に放送されたバラエティー番組。
「ネットやSNSでスタートした企画がテレビに、そ してまたネットでの次の展開につなげる」というテレビとネットを行き来する新しい形のテレビ番組としてスタート。
番組Youtubeチェンネルと公式SNS（Twitter、Instagram）が番組に先駆け公開された。MC発表も番組YouTubeにて発表された。

## MC
- ブラックマヨネーズ（小杉竜一・吉田敬）
- ヴァンゆん（ヴァンビ・ゆん）

## スタッフ
- ディレクター：山本大翔（ytv）、市井義彦（Command C）【毎回】、田中瑛人（ytv）、東賢一、高田真吾（JAWS）、秀島光樹（ロボッツ）、前田有希子（ダイメディア）、辰優香、林彩乃【月替り】
- FD/ディレクター：安部祐真・廣瀬拓万・上田洋也・粟津陽介（ytv）【毎回、担当回によって異なる】
- FD：髙橋優貴、中村文治、成田峻光（共に2021年3月13日）
- 構成：友光哲也、上野大輔、田中孝晃、服部裕也
- TD・SW：坂口裕一・井ノ口鉱三・野平浩二（ytv）【月替り】
- CAM：井ノ口鉱三・大橋優・大矢晃平（ytv）、加藤裕規（関西東通）【月替り】
- LD：奥嶋駿介（ytv）
- VE：池見憲一・米田忠義・正木良・窪内誠・木谷公久（ytv）【月替り】
- 音声：正木良・谷口英雄・四方武範（ytv）【月替り】
- TK：濃添ゆう子（2021年1月16日・2月27日放送回以外）
- 音効：副島圭祐（2020年9月19日-2021年1月16日・3月13日）
- MA：古庄陽（ytv Nextry）
- EED：明石健二（マウス）【毎回】、西村聡（ytv）、但馬晋二【月替り】
- テロップ：井上ちひろ【毎回】、坂本ゆかり、石津祥、大西洋平、大野卓【月替り】
- 美術：石田由（ytv）
- 美術進行：中村裕
- キャラクター：仲里カズヒロ（studio-pool.com）
- アニメーション：コジケン
- スタイリスト：鈴江英夫
- 協力：よしもとブロードエンタテインメント、ytv Nextry、ハートス、教映社、高津商会、マウス、studio-pool.com、つむら工芸、丸善、デンコー、アサヒ精版印刷、東京衣裳、ダレカノデザイン、アイディアリミックスクラブ、エイデック、Command C【毎回】、デンソーウェーブ、ロボッツ、JAWS、沼澤事務所【月替り】
- プロデューサー/ディレクター：遠山正悠（ytv）
- プロデューサー：後藤ちあき（吉本興業、2020年12月12日-）、百田咲子（よしもとBE）
- チーフプロデューサー：山口剛正（ytv、2020年9月19日-）
- 制作協力：吉本興業
- 制作著作：読売テレビ

### 過去のスタッフ
- 中継CAM：大石翔二朗、園田清隆（mabu）
- 音効：豊田捺葵（2021年2月27日）
- TK：岡島美栄子（2021年1月16日・2月27日）
- VTR編集：秋山進吾（ytv Nextry、2020年6月27日）
- 協力：H
- プロデューサー：小林めい（よしもとクリエイティブ・エージェンシー）
- チーフプロデューサー：新宅淳（ytv、2020年6月27日）

| スタブアイコン | サブスタブ | この項目は、まだ閲覧者の調べものの参照としては役立たない、テレビ番組に関連した書きかけの項目です。この項目を加筆・訂正などしてくださる協力者を求めています（P:テレビ/PJ:放送または配信の番組）。 |